# Amint Freising
Amint Freising (* 1826; † 19. Januar 1905 in Berlin) war Tänzer im Königlichen Ballett in Berlin, Tanzlehrer, Inhaber eines Tanzunterrichts-Instituts sowie Vorsitzender der Akademie der Tanzlehrkunst in Berlin. In einer Handschrift aus seinem Besitz sind Aufzeichnungen zu Bühnen- und Gesellschaftstänzen der zweiten Hälfte des 19. Jahrhunderts überliefert.

## Leben
Aufgrund der nur spärlich vorhandenen Quellen ist es schwierig, Amint Freisings Lebenslauf im Detail nachzuzeichnen. Einen Überblick zu seiner Biographie kann man dem Handbuch über den königlich preussischen Hof und Staat entnehmen. Demnach war Amint Freising von 1848 bis 1864/66 als Figurant der Balletttruppe des Königlichen Schauspiels in Berlin tätig. Für den Zeitraum von 1867 bis 1872 liegen (zumindest im Landesarchiv Berlin) keine Hofschematismen vor. In den von 1873 sowie 1875 wieder vorhandenen Hofschematismen finden sich dann aber keine Angaben mehr zu den Figuranten der Balletttruppe des Königlichen Schauspiels. Im Hofschematismus von 1873 ist Amint Freising nun als Universitäts-Tanzlehrer genannt. Im Hofschematismus von 1875 sind weder Angaben zur Balletttruppe noch zu den Universitäts-Tanzlehrern vorhanden. Aus den Hofschematismen geht also hervor, dass Freising von 1848 bis 1864/66 Figurant des Königlichen Balletts war. Spätestens ab 1873 war er Universitäts-Tanzlehrer. Von 1844 bis 1890 leitete er ein Tanzunterrichts-Institut in Berlin (Freising 1892, S. X).
Das „Neueste Saison-Tanz-Album“ ist seinem Gönner Paul Taglioni gewidmet. Die Aufzeichnungen von Choreographien aus dem Repertoire des königlichen Balletts dürften für sein Tanzunterrichts-Institut angefertigt worden sein. Im Leitfaden (1892, S. XV) schreibt Freising, dass Paul Taglioni „seine eigene Schreibweise beim Einstudieren seiner Ballets [hatte], und zwar durch verschiedenfarbige Zeichnungen bei den Chortänzen, und durch Benennung der Schritte bei den Solotänzen.“ Dieser Hinweis ist insofern von Bedeutung, da von Paul Taglioni keinerlei choreographische Aufzeichnungen bekannt sind.
Friedrich Albert Zorn (1820–1905) legte Freising im Jahr 1885 das Manuskript zu seiner Grammatik der Tanzkunst (Leipzig 1887) vor. Obwohl Zorn die von Freising vorgeschlagenen Verbesserungen und Korrekturen nicht eingearbeitet hatte, erschien dieses Werk mit einer Widmung an Freising. Aus dem Buch geht Freisings Tätigkeit für das Jahr 1887 hervor, wonach er zu diesem Zeitpunkt bereits pensioniertes Mitglied des Königlichen Balletts, jedoch noch immer aktiv als Königlicher Universitäts-Tanzlehrer sowie Vorsitzender der Akademie der Tanzlehrkunst in Berlin war. In der Grammatik der Tanzkunst (S. 152 und 169) erwähnt Zorn auch Freisings Tanzalbum.
Im Jahr 1904 schenkte Freising der Lipperheideschen Kostümbibliothek eine umfangreiche Sammlung von Tanzliteratur aus seinem persönlichen Bestand.
Amint Freising starb nach langer Krankheit am 19. Januar 1905 im Alter von 79 Jahren in Berlin. Die Beisetzung fand am 23. Januar 1905 auf dem dortigen Friedhof I der Jerusalems- und Neuen Kirchengemeinde vor dem Halleschen Tor statt. Das Grab ist nicht erhalten.

## Schriften
Von Freising liegen sowohl zum Bühnen- als auch zum Gesellschaftstanz einige gedruckte Schriften sowie auch handschriftliche choreographische Aufzeichnungen vor. Werke bzw. Kopien der Werke von Amint Freising befinden sich u. a. in der Lipperheideschen Kostümbibliothek in Berlin, im Tanzarchiv Leipzig sowie in den Friderica Derra de Moroda Dance Archives der Paris-Lodron-Universität Salzburg.
- Ball-Album, [Berlin] 1854.
- Neuestes Saison-Tanz-Album. Anleitung zum besseren Verständnis der Ball-Ordnung nebst einer Sammlung der neuesten und beliebtesten Tänze. 6. Auflage, Berlin [1857], 79 S. [Exemplar in der Bibliothek des Salzburg Museum?]
- Deutsche Quadrille,…dessin chorographique…, Berlin 1861 (Titel u. 13 Seiten) (Berlin, Lipperheidesche Kostümbibliothek, Sig. Lipp Ua 74 kl)
- Tanz-Commando-Büchlein. Enthält Contre-danse Quadrille à la Cour – The Lancers Quadrille allemande – Les Variétés Parisiennes. Berlin 1876.
- Der Tanz. Nach älteren Schriften des Verfassers bearbeitet. Berlin 1882, 56 S.
- Neuestes Saison-Tanz-Album. Anleitung zum besseren Verständnis der Ball-Ordnung nebst einer Sammlung der neuesten und beliebtesten Tänze. 12. Auflage, Berlin 1885, 112 S. [Universitätsbibliothek Münster, KAPS 66-18]
- Rundgang, Berlin 1890, 3 S. mit Abb.
- Leitfaden für den Tanzunterricht verbunden mit einer Anleitung zur Ausbildung des Körpers, Berlin 1892, 210 S.
- Tanz Kurzschrift. Anhang zum Leitfaden, Berlin 1892 (Lipperheide Ua 93)
- Leitfaden für den Tanzunterricht verbunden mit einer Anleitung zur Ausbildung des Körpers auf Grundlage der französischen Tanzschule…sowie einer Tanz-Kurzschrift (Stenochoreographie), 2. Auflage, , Berlin 1894, 210, 46 S.

## Aus seinem Besitz
Eine besonders interessante und umfangreiche Handschrift (173 Seiten) aus Freisings Besitz befindet sich in der Lipperheideschen Kostümbibliothek (Lipp OZ-97) in Berlin.
- Chorèographie verschiedener Tänze – Quadrillen und Corps de ballets von Berliner Componisten, Berlin 1858 (Manuskript, 162 S.); Ergänzungen (S. 163–173).

Es handelt sich hier um eine Art Notizbuch, welches zahlreiche graphische Aufzeichnungen einzelner Tanznummern des Corps de ballet aus dem Berliner Ballettrepertoire von ca. 1834 bis nach 1852 enthält und wahrscheinlich 1858 in Freisings Besitz kam ("20. Horni 1858"). Aufzeichnungen von Choreographien für den Theatertanz wechseln mit Beschreibungen von Gesellschaftstänzen, wie Menuett, Quadrille, Polka, Tyrolienne u. a.
Über dieses Notizbuch, welches sich in Freisings Besitz befand, erhalten wir einen der seltenen Einblicke in Ballettchoreographien aus der ersten Hälfte des 19. Jahrhunderts. Als Choreographen für die Ballette sind Étienne Lauchery, François Michel Hoguet, Fanny Elssler (gemeinsam mit Hoguet), Paul Taglioni und dessen Vater Filippo Taglioni genannt. Unter den Choreographien befindet sich unter anderem die Beschreibung einer für den Gesellschaftstanz adaptierten Fassung der Redova Polka aus dem Ballett „La Vivandière“ von Arthur Saint-Léon. Besonders interessant sind hier auch die Aufzeichnungen von drei Tanznummern aus Paul Taglionis Ballett „Der Seeräuber“. Neben Ballettchoreographien und Gesellschaftstänzen gibt es auch Aufzeichnungen von Tanzeinlagen in Opern, wie etwa ein Menuett zu Giacomo Meyerbeers „Die Hugenotten“.
Bei den Tanzbeschreibungen von Gesellschaftstänzen ist nicht immer eindeutig zu erkennen, ob diese Tanzbeschreibungen nur für den Ballsaal oder evtl. auch für die Bühne konzipiert wurden.
Inhalt (in Bearbeitung)

1. Finale aus den Feen (Ch: F. M. Hoguet; M: H. Schmidt), S. 1